# 太多線
太多線（日语：／ Taita sen */?）是一條連結岐阜縣多治見市的多治見站至美濃加茂市的美濃太田站，屬於東海旅客鐵道（JR東海）的鐵路線（地方交通線）。
此線連結中央本線與高山本線。每小時大約有 1-2 趟列車運行，各站皆停，早晚每14-20分鐘一班。隨着沿線住宅化，已經不再限於線內運行，部份班次在美濃太田站經高山本線直通至岐阜站，成為通勤、通學路線。
白天以KiHa 25型與KiHa75型柴聯車雙車編組運行，為單人操作模式；早晚的通勤時段則是KiHa 75型三到四節車廂編組的列車行駛，有車長協助。
全線由東海鐵道事業本部管轄，包括在IC乘車卡「TOICA」的使用範圍內。此線內只有多治見站與美濃太田站設有自動閘機，但中途站也設有簡易閘機對應。

## 路線資料
- 管轄（事業類別）：東海旅客鐵道（第一種鐵道事業者）
- 路線距離（營業距離）：17.8公里
- 軌距：1067毫米
- 站數：8個（包括起終點站）
  - 若只限屬於太多線的車站，排除屬於中央本線的多治見站與屬於高山本線的美濃太田站[1]則為6個。
- 複線路段：沒有（全線單線）
- 電氣化路段：沒有（全線非電氣化（日语：非電化））
- 閉塞方式：單線自動閉塞式
- 保安裝置：ATS-PT
- 運轉指令所（日语：運転指令所）：東海綜合指令所（日语：東海総合指令所）
- 最高速度：85公里/小時

## 車站列表
- 所有列車停靠所有車站
- 軌道（全線單線） … ◇、∨、∧：可列車交會，｜：不可列車交會
- 所有車站都位於岐阜縣內
- 車站編號自2018年3月起引入[2]。

| 車站編號 | 中文站名 | 日文站名 | 英文站名 | 站間營業距離 | 累計營業距離 | 接續路線                                                       | 軌道 | 所在地     | 所在地 |
| -------- | -------- | -------- | -------- | ------------ | ------------ | -------------------------------------------------------------- | ---- | ---------- | ------ |
| CI07     | 多治見   |          |          | -            | 0.0          | 東海旅客鐵道： 中央本線                                        | ∨    | 多治見市   |        |
| CI06     | 小泉     |          |          | 3.2          | 3.2          |                                                                | ◇    | 多治見市   |        |
| CI05     | 根本     |          |          | 1.6          | 4.8          |                                                                | ｜   | 多治見市   |        |
| CI04     | 姬       |          |          | 3.1          | 7.9          |                                                                | ◇    | 多治見市   |        |
| CI03     | 下切     |          |          | 1.5          | 9.4          |                                                                | ｜   | 可兒市     |        |
| CI02     | 可兒     |          |          | 3.4          | 12.8         | 名古屋鐵道： 廣見線（新可兒）                                  | ◇    | 可兒市     |        |
| CI01     | 美濃川合 |          |          | 2.6          | 15.4         |                                                                | ｜   | 美濃加茂市 |        |
| CI00     | 美濃太田 |          |          | 2.4          | 17.8         | 東海旅客鐵道： 高山本線〈直通往岐阜方向〉 長良川鐵道：越美南線 | ∧    | 美濃加茂市 |        |

### 過去的接續路線
- 多治見站：笠原線…新多治見站 - 1978年11月1日廢除

### 舊線
（）內是改軌（1928年10月實施）前的營業距離。
多治見站（0.00公里）－野中臨時信號場（1.77公里）－小泉站（2.90公里）－根本站（4.67公里）－大藪口站（7.40公里）－姬站（9.17公里）－田白臨時信號場（11.43公里）－廣見站（11.91公里）